# Суши-Маркет
«Суши-Маркет» — международная сеть магазинов японской кухни формата take-away. Компания позиционирует себя как «первая масштабная сеть, продающая готовые суши и роллы в витрине поштучно». Магазины сети расположены в торговых центрах и гипермаркетах. Центральный офис компании находится в Омске. С 2020 по 2022 год компания занимает первое место рейтинга самых выгодных франшиз Forbes среди услуг общественного питания, в категории инвестиции в открытие франчайзинговой точки в размере от 1 млн до 5 млн рублей. К 2025 году компания имеет более 490 филиалов.

## История
В 2011 году предприниматель Андрей Колмогоров увидел в Новосибирске заведение, в котором готовят суши в формате take-away (блюда навынос), и решил открыть такое же в Омске. Нашел поставщиков качественной рыбы, снял помещение площадью 30 кв. м, нанял несколько поваров, знакомый дизайнер быстро придумал для будущей сети название и логотип. Первая точка по торговле суши навынос «Суши-Маркет» открылась осенью 2011 года в омском торговом центре «АТ-Маркет», инвестиции в нее составили около $30 000. За год в городе открылось еще четыре заведения под новым брендом.
Сеть работает на доставку и в формате take-away. Компания специализируется на продаже суши и роллов. В доставке можно заказать разные виды блюд по разным ценам и для разной аудитории. Есть роллы премиум-класса с большим количеством красной рыбы, воки, супы, пицца и онигири. Сеть представлена в более 150 городах России, в Республике Беларусь, Казахстане и Турции. Всего «Суши-Маркет» насчитывает свыше 400 точек, из которых большая часть открыты по франшизе.
В 2018 году «Суши-Маркет» начала работу в КНР. Торговая точка была открыта в китайском городе Хэйхэ.
В 2021 году владельцем было анонсировано расширение заведений до тысячи франчайзинговых точек по миру.
В 2022 году открылась первая точка «Суши-Маркет» в Турции в городе Аланья. Там есть доставка, самовывоз и возможность посидеть в самом ресторане.
В 2023 году сеть «Суши-Маркет» открылась в Грузии и Узбекистане.

## Франшиза
Запуск франшизы произошёл в 2013 году. Вложение в открытие одного суши-бара начитаются от 1,9 млн рублей. В эту сумму включены ремонт, оборудование, рекламные материалы и логистика. Окупается точка в среднем за один год. Все партнеры компании владеют двумя и более торговыми точками.
По итогам 2020 года сеть «Суши-Маркет» попала в общероссийский рейтинг самых выгодных франшиз Forbes заняв первое место среди услуг общественного питания в категории инвестиции в размере от 1 млн до 5 млн рублей.
В 2020 году в рейтинге TOП-100 лучших франшиз России по версии портала «БИБОСС», «Суши-Маркет» заняла 15 место.
В 2021 году «Суши-Маркет» осталась на первом место рейтинга Forbes.
В 2021 году «Суши-Маркет» вошла в рейтинг крупнейших сибирских компаний по количеству реализованных франшизных точек, по данным сайта franshiza.ru.
В 2022 году «Суши-Маркет» осталась на лидирующей позиции рейтинга франшиз Forbes.
В 2022 году в рейтинг самых выгодных франшиз Forbes в России вошла вторая сеть Андрея Колмогорова, кафе с шаурмой «#Лаваш», заняв второе место среди услуг общественного питания в категорий инвестиции в размере от 1 млн до 5 млн рублей.
В 2022 году «Суши-Маркет» заняла 17 место (среди 106 компаний) в рейтинг ритейл-франшиз на российском рынке за 2022 год от компании EMTG.

## Основатель
Колмогоров Андрей Викторович, глава представительства Федераций Рестораторов и Отельеров (ФРиО) в Омске.
В 1995 году — Окончил Омский авиационный техникум.
С 2004 года — Основал сеть магазинов по продаже телефонов и аксессуаров «Ультра».
С 2011 года — Основал сеть магазинов «Суши-Маркет». Компанию открыл с двумя партнерами: Дмитрием Колмогоровым, младшим братом, и Семеном Ястребовым.
С 2013 года — Основал сеть кафе по продаже шаурмы «#Лаваш».